# Старосожжя
Старосожжя (біл. Старасожжа) — озеро в Чечерському районі Гомельської області, за 2 км на північ від міста Чечерськ, біля села Іпполітівка, в басейні річки Сож.
Площа поверхні 0,1 км². Довжина 2,3 км, найбільша ширина 0,11 км. Довжина берегової лінії 4,75 км.
Озеро старичне. На Заході озеро обмежене високим (10-17 м) корінним берегом Сожа, на сході — заплавою річки.